# Chirocephalus skorikowi
Chirocephalus skorikowi är en kräftdjursart som beskrevs av Daday 1912. Chirocephalus skorikowi ingår i släktet Chirocephalus och familjen Chirocephalidae. Inga underarter finns listade i Catalogue of Life.